# Louis Villeneuve

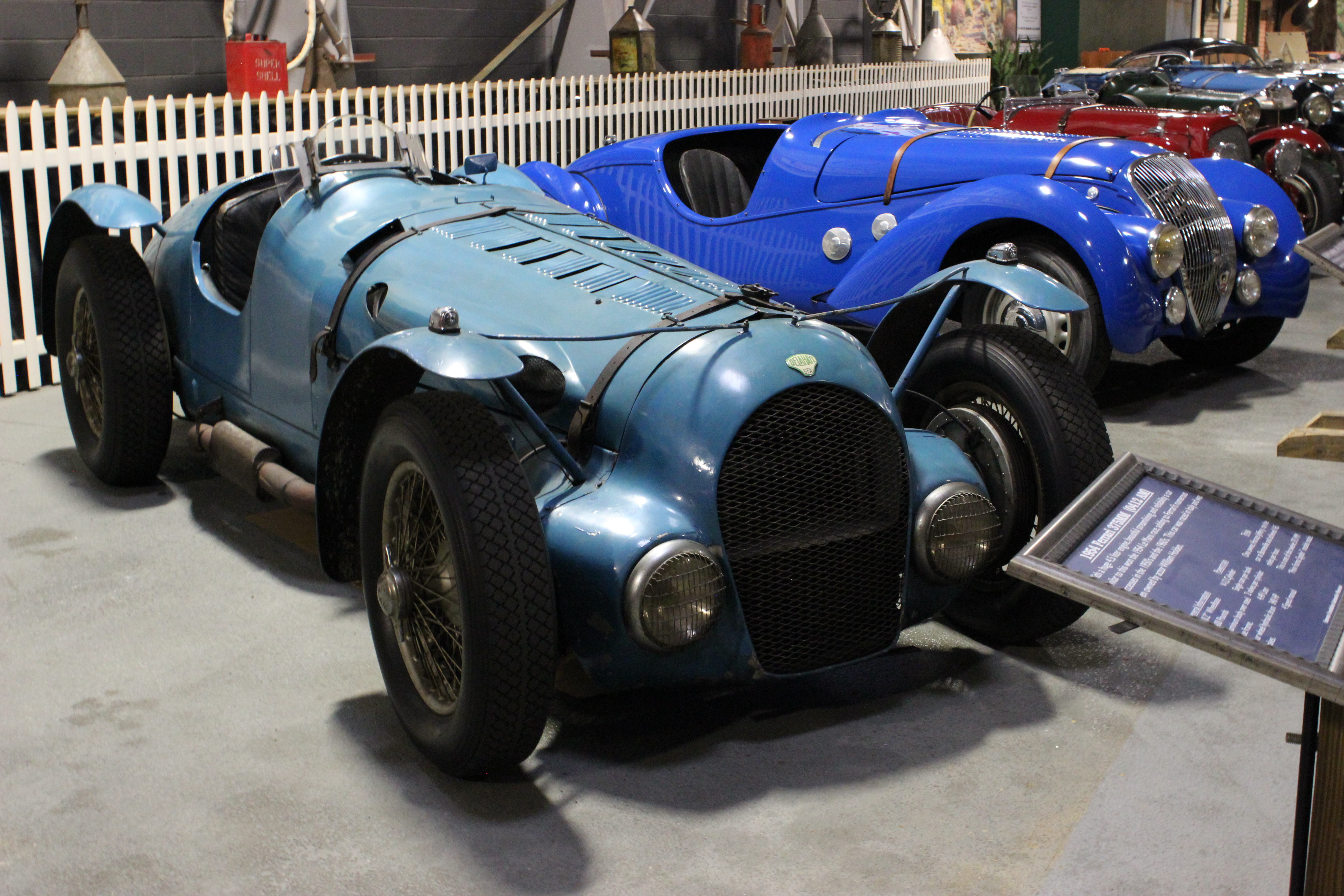
Der Delahaye 135 S, mit dem Louis Villeneuve 1946 bei Monopostorennen am Start war

Louis Marie Armand Robert de Courson de Villeneuve (* 23. August 1889 in Hénon; † 28. Januar 1969 in Paris) war ein französischer Autorennfahrer.

## Karriere
Louis Villeneuve war in den 1930er-Jahren als Rennfahrer aktiv und erfolgreich. Zwischen 1934 und 1939 war er fünfmal beim 24-Stunden-Rennen von Le Mans am Start, wobei er die Einsatzfahrzeuge jeweils selbst meldete. Die besten Ergebnisse erzielte er 1938 und 1939, als er gemeinsam mit Partner René Biolay auf einem Delahaye 135 CS den vierten und sechsten Gesamtrang erreichte. 1938 war seine erfolgreichste Saison, als er neben dem vierten Rang in Le Mans Gesamtzweiter beim 12-Stunden-Rennen von Paris 1938 wurde.
Knapp nach dem Ende des Zweiten Weltkriegs versuchte er 1946 ein Comeback im Monopostosport. Er startete beim Grand Prix du Roussillon, wo er sich im Delahaye 135 S als Achter platzieren konnte. Beim Coupe de la Résistance verpasste er die Rennqualifikation. Beide Veranstaltungen endeten mit dem Sieg von Jean-Pierre Wimille im Alfa Romeo Tipo 308.

## Statistik

### Le-Mans-Ergebnisse
| Jahr | Team             | Fahrzeug         | Teamkollege   | Platzierung | Ausfallgrund    |
| ---- | ---------------- | ---------------- | ------------- | ----------- | --------------- |
| 1934 | Louis Villeneuve | Derby L8         | Géo Ham       | Ausfall     | Getriebeschaden |
| 1935 | Louis Villeneuve | Bugatti Type 51A | André Vagniez | Rang 14     |                 |
| 1937 | Louis Villeneuve | Delahaye 135CS   | André Vagniez | Ausfall     | Wagenbrand      |
| 1938 | Louis Villeneuve | Delahaye 135CS   | René Biolay   | Rang 4      |                 |
| 1939 | Louis Villeneuve | Delahaye 135CS   | René Biolay   | Rang 6      |                 |